# Веракрус (Уеска)
Веракрус (ісп. Veracruz) — муніципалітет в Іспанії, у складі автономної спільноти Арагон, у провінції Уеска. Населення — 99 осіб (2009).
Муніципалітет розташований на відстані близько 420 км на північний схід від Мадрида, 85 км на схід від Уески.
На території муніципалітету розташовані такі населені пункти: (дані про населення за 2009 рік)
- Бальябріга: 7 осіб
- Берануй: 33 особи
- Біаскас-де-Обарра: 12 осіб
- Кальвера: 19 осіб
- Лас-Ерреріас: 9 осіб
- Моренс: 2 особи
- Пардінелья: 22 особи

## Демографія
Динаміка населення (INE ):